# Institut für Historische Landesforschung

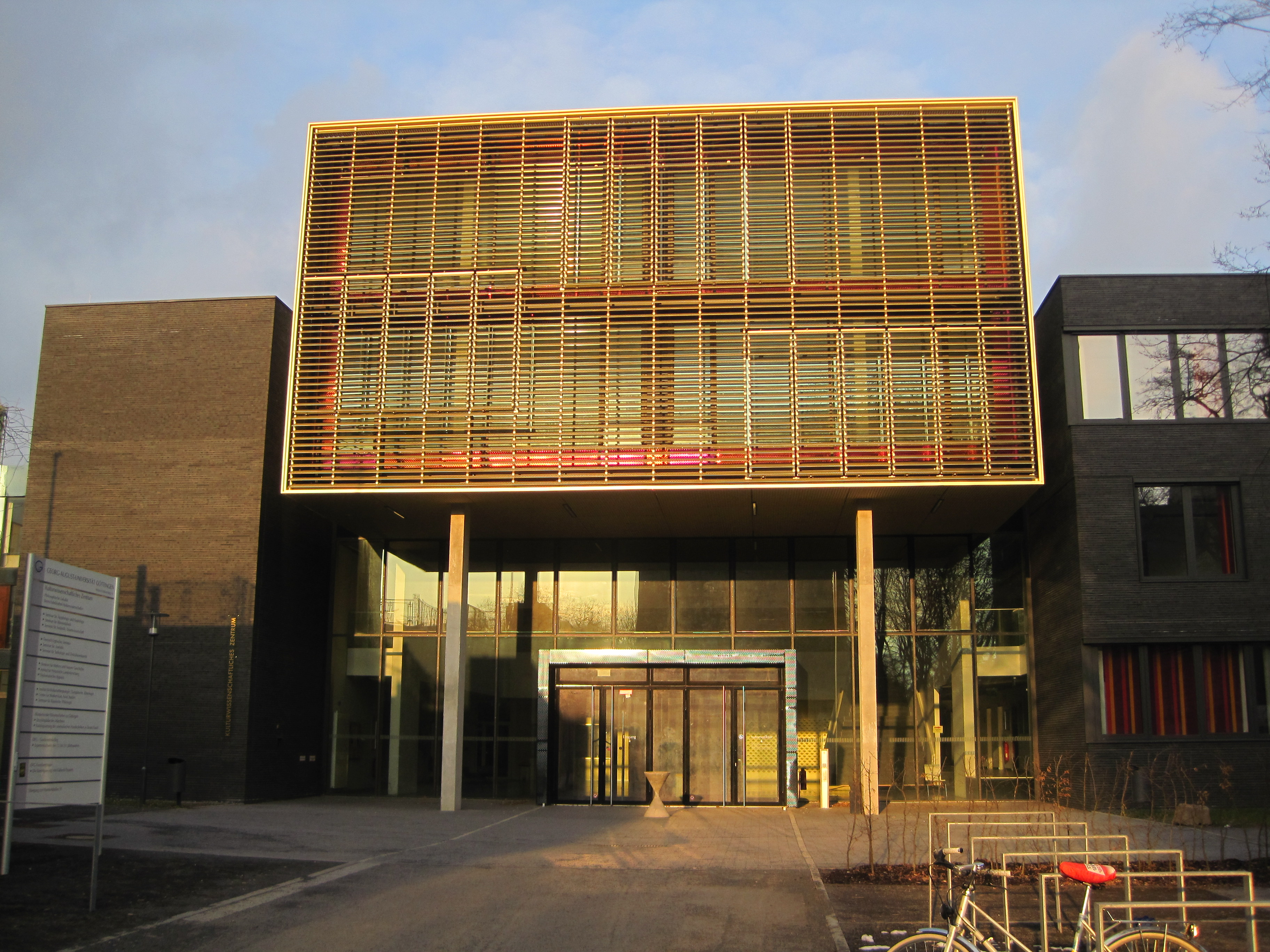
Kulturwissenschaftliches Zentrum (KWZ), seit März 2012 Standort des IHLF

Das Institut für Historische Landesforschung (IHLF) der Georg-August-Universität Göttingen ist eine 1958 gegründete Einrichtung zur Konzeption und Durchführung von Forschungsvorhaben zur Geschichte Niedersachsens und zur vergleichenden Landesgeschichte.

## Leitung
Die Leitung des Instituts ist seit 1959 mit dem Lehrstuhl für Niedersächsische Landesgeschichte verbunden. Institutsdirektoren waren Georg Schnath (1959–1967), Hans Patze (1969–1985) und Ernst Schubert (1985–2006). Seit 2008 ist Arnd Reitemeier Leiter des Instituts und zugleich Inhaber der Professur für Niedersächsische Landesgeschichte der Universität Göttingen. Ebenfalls am Institut tätig ist der Historiker Peter Aufgebauer.

## Geschichte

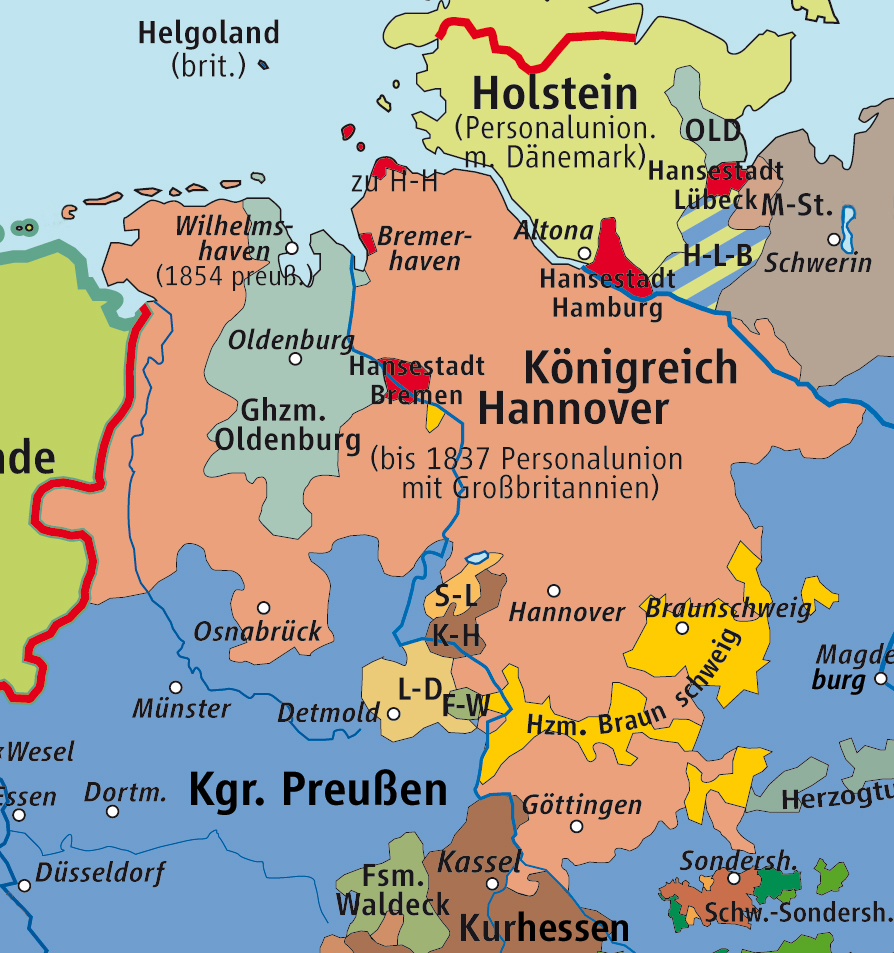
Königreich Hannover (1815–1866), Herzogtum Braunschweig, Großherzogtum Oldenburg und das Fürstentum Schaumburg-Lippe im 19. Jahrhundert

Im 19. Jahrhundert bestand das heutige Gebiet Niedersachsens noch aus mehreren eigenständigen Territorien: dem Königreich Hannover, dem Großherzogtum Oldenburg, dem Herzogtum Braunschweig und dem Fürstentum Schaumburg-Lippe. Allerdings entstand in bürgerlichen Schichten, besonders im Raum Hannover, ein „Niedersachsenbewusstsein“ als Raumkonstrukt: Die entstehenden Heimatvereine und die dazugehörigen Zeitschriften trugen den Begriff „Niedersachsen“ bzw. „niedersächsisch“ im Namen, um den nordwestdeutschen Raum kulturell als "Heimat" mit einer gemeinsamen Tradition – vom „Sachsenstamm“ bis in die Neuzeit – zu definieren. Ende der 1920er-Jahre begann im Kontext der Diskussionen um eine Reichsreform und forciert durch die sich verbreitenden Heimatbewegungen eine fünfundzwanzigjährige Auseinandersetzung zwischen „Niedersachsen“ und „Westfalen“. Träger dieser Auseinandersetzung waren Verwaltungsbeamte und Politiker, wobei regional arbeitende Wissenschaftler aus unterschiedlichen Disziplinen die Argumente geliefert hatten, z. B. Georg Schnath und Kurt Brüning. In den 1930er-Jahren hat ein reales Niedersachsen noch nicht existiert, jedoch eine Fülle von Institutionen, die sich „niedersächsisch“ genannt haben – wie z. B. der Historische Verein für Niedersachsen. Die Motive und Argumente bei den Auseinandersetzungen zwischen „Niedersachsen“ und „Westfalen“ waren auf beiden Seiten sehr ähnlich: ökonomische Interessen, politische Zielsetzungen, kulturelle Interessen und historische Aspekte.
1946 entstand schließlich das Land Niedersachsen, jedoch bestand in vielen Landesteilen – bis auf den Raum Hannover – kein wirkliches „Niedersachsenbewusstsein“ in den breiten Schichten der Bevölkerung. Ebenso war das Land zum einen durch widerstrebende Landesteile wie Osnabrück und Vechta, die sich eher als „Westfalen“ sahen und zum anderen durch die Pläne zur Gründung eines größeren Nordweststaats bedroht. Auf Initiative Georg Schnaths sollte daher ein Institut sowie ein Lehrstuhl für niedersächsische Landesgeschichte an der Universität Göttingen gegründet werden, mit der Aufgabe, die „historischen Traditionslinien“ der Geschichte Niedersachsens zur erforschen und für die Bewohner des neuen Landes eine „Heimat“ zu konstruieren. Der Heimatbegriff sollte dazu dienen, den Einwohnern der vorher eigenständigen Territorien mit eigenen Traditionen und besonders den Flüchtlingen aus den ehemaligen Ostgebieten Integrations- und Identifikationsmöglichkeiten zu bieten. Das Institut sollte damit zum wissenschaftlichen Zentrum der Heimatbewegung werden. Die Göttinger Universität bot sich als Gründungsstandort an, da bereits seit den 20er und 30er Jahren namhafte Historiker wie Karl Brandi und Percy Ernst Schramm den Ausbau der Landesgeschichte forderten und einem eigenständigen Institut so den Weg ebneten.

### Verhandlungsprozess zwischen Land und Universität
Das zehnjährige Jubiläum des Landes Niedersachsen 1956 wurde von der Niedersächsischen Landesregierung zum Anlass genommen, die Gründung eines landesgeschichtlichen Institut zu verkünden. Dennoch dauerte es noch zwei weitere Jahre bis zur eigentlichen Gründung, da die Verhandlungen zwischen Land und Universität länger andauerten. Vonseiten der Universität Göttingen wurde eine Institutsgründung zur Verstärkung der Landesgeschichte begrüßt, bot es doch die Möglichkeit an der staatlich geförderten Landesforschung zu partizipieren. Jedoch war das Niedersächsische Kultusministerium zuerst nicht bereit, einen eigenen Lehrstuhl für die Landesgeschichte einzurichten, was mit fehlenden Mitteln begründet wurde. Außerdem dachte man ledigliche an den Ausbau der Landesgeschichte und wollte andere Disziplinen (Volkstumskunde, Sprachforschung etc.) außen vor lassen. Die Philosophische Fakultät der Universität war durch die vorgegriffene Ankündigung verärgert und wollte wiederum die Lehrstühle für niedersächsische Sprache und Kirchengeschichte organisatorisch an das Institut binden. Außerdem sah Kurt Brüning, Göttinger Professor für Landeskunde und Geographie, sein eigenes „Institut für Landesplanung und Niedersächsische Landeskunde“ durch die Neugründung bedroht.
Nach einem Vorschlag der Historischen Kommission für Niedersachsen, deren Vorsitzender Georg Schnath war, sollte das Institut ähnlich dem Institut für geschichtliche Landeskunde der Rheinlande aufgebaut werden. Ziel war es, die vorhandenen landeskundlichen und -geschichtlichen Forschungen der verschiedenen Disziplinen in einem Institut zu bündeln. Durch den Dekan der Philosophischen Fakultät, Percy Ernst Schramm, wurde eine Fakultätskommission eingerichtet, die den Vorschlag der Historischen Kommission umsetzen und die Probleme mit dem Kultusministerium ausräumen wollte. Die Fakultätskommission legte die Projektfelder des neuen Instituts fest und konnte das Ministerium zur Einrichtung einer Professur für Landesgeschichte überzeugen. 1958 konnte das Institut nach langen Verhandlungen gegründet werden, nachdem sich mehrmals der damalige niedersächsische Ministerpräsident Heinrich Hellwege direkt einschalten musste, um ein Scheitern zu verhindern. Ein Jahr später besetzte Georg Schnath den neu eingerichteten Lehrstuhl für niedersächsische Landesgeschichte.
Mit der Gründung des Instituts als universitäre Einrichtung rückte die ursprüngliche politische Zielsetzung – Stärkung des niedersächsischen "Landesbewusstseins" – in den Hintergrund. Das Institut entwickelte sich vielmehr zu einem, vor allem von Percy Ernst Schramm geforderten, interdisziplinären Forschungsinstitut für Landeskunde und -geschichte, wobei in den Anfangsjahren unter Georg Schnath die hannoversche Geschichte bevorzugt wurde. Erst mit der Übernahme des Instituts durch Hans Patze im Jahr 1970 erweiterte sich das Spektrum der Forschung auch auf braunschweigische, oldenburgische und ostfriesische Themen, also auf eine gesamtniedersächsische Landeskunde und -geschichte.

### Aktuelle Projekte
Am Institut wird das Langzeitforschungsprojekt „Regionalkarte zur Geschichte und Landeskunde von Niedersachsen“ durchgeführt (1964 bis 2008 „Historisch-Landeskundliche Exkursionskarte“), das von Erhard Kühlhorn (seit 1971), Gerhard Streich (seit 1985) und von Niels Petersen (seit 2015) betreut wird.
Ehemals mit dem Institut assoziiert waren das „Niedersächsische Ortsnamenbuch“ und das „Niedersächsische Wörterbuch“.
Zu den größeren Projekten gehörte das aus Mitteln des Landes Niedersachsen und der Klosterkammer Hannover geförderte „Niedersächsische Klosterbuch“, das in vier Bänden mit rund 2300 Druckseiten im Juni 2012 erschien; das Werk wurde von mehr als 100 Mitarbeitern verfasst und von Josef Dolle und Dennis Knochenhauer im Rahmen der „Veröffentlichungen des Instituts für Historische Landesforschung“ herausgegeben. Es dokumentiert die Geschichte von mehr als 360 monastischen Einrichtungen, einschließlich der Beginenhäuser des Spätmittelalters und der katholischen Neugründungen im Zuge der Konfessionalisierung (Jesuiten, Ursulinen).
Zu den Graduiertenkollegs, an denen das Institut maßgeblich beteiligt war, gehört das Kolleg zur Hannoversch-Englischen Personalunion, deren Beginn sich 2014 zum 300. Mal jährte. Acht Doktoranden erforschten im Rahmen dieses Projektes auf der Basis von Promotionsstipendien folgende Aspekte: Die Hannoversche deutsche Kanzlei in London, der Britisch-Deutsche Wissenschaftstransfer am Beispiel der Universität Göttingen, A. F. Chr. Kollmann als musikalischer Vermittler zwischen Hannover und London, die Personalunion Hannover–London im Spiegel der diplomatischen Korrespondenz, die Universitäten Halle und Göttingen vor dem Hintergrund der Dynamik von Herrschaft im 18. Jahrhundert, britische Studenten an der Göttinger Universität als Akteure des kulturellen Transfers, religiöse Musik als verbindendes Kulturgut, Kunst im Kommunikations- und Handlungsraum der Personalunion. Ein interdisziplinäres Kolleg widmete sich von 2017 bis 2019 der Umweltgeschichte unter dem Titel "Nachhaltigkeit als Argument".
Seit 2012 wurden vermehrt Vorhaben der digitalen Kartographie angestoßen. Hierzu gehören die Karte der historischen Klöster in Niedersachsen und Bremen und die Karte der historischen Chausseen in Niedersachsen und Bremen. Eine Online-Karte und Datenbank zum vormodernen Verkehr im Hanseraum entsteht am Institut in Zusammenarbeit mit der Forschungsstelle für die Geschichte der Hanse und des Ostseeraums und internationalen Partnern unter dem Titel "viabundus. Map of premodern European transport and mobility".

## Bibliothek
Das Institut verfügt über eine Spezialbibliothek von ca. 17.000 Bänden und ca. 200 laufenden Zeitschriften zur niedersächsischen Orts- und Landesgeschichte sowie zur vergleichenden Landesgeschichtsforschung.
Seit März 2012 ist die Bibliothek zusammen mit 13 anderen Instituts- und Seminarbibliotheken unter dem Schirm der Niedersächsischen Staats- und Universitätsbibliothek Göttingen vereinigt worden. Dazu entstand nahe dem Campus der Neubau des „Kulturwissenschaftlichen Zentrums“, in welches auch die verschiedenen Institute und Seminare eingezogen sind.

## Publikationen
Am Institut für Historische Landesforschung entstanden bisher zwei historische Atlanten, und bis 1985 wurden hier die „Blätter für deutsche Landesgeschichte“ betreut. Das „Handbuch der Geschichte Niedersachsens“ wird in Kooperation mit der Historischen Kommission für Niedersachsen und Bremen erarbeitet.
Das Institut führte bis 2020 zwei Reihen, zum einen die Veröffentlichungen des Instituts für Historische Landesforschung und zum anderen die Göttinger Forschungen zur Landesgeschichte. Seit 2020 wurde eine neue Reihe unter dem Titel Göttinger Schriften zur Landesgeschichte begonnen.
Die Historisch-Landeskundliche Exkursionskarte wird seit 2008 in einer eigenständigen Reihe in Zusammenarbeit mit dem Landesamt für Geoinformation und Landesvermessung Niedersachsen (LGLN) herausgegeben.

### Veröffentlichungen des Instituts für Historische Landesforschung
- Band 1: Helmut Jäger (Hrsg.): Methodisches Handbuch für Heimatforschung in Niedersachsen[13]
- Band 2: Historisch-landeskundliche Exkursionskarte von Niedersachsen
  - Teil 1: Helmut Jäger (Hrsg.), Blatt Duderstadt, 1 : 50.000 mit Erläuterungsheft, 62 Seiten, ein Stadtplan von Duderstadt, 1964
  - Teil 2: Erhard Kühlhorn (Hrsg.), Blatt Osterode am Harz, 1 : 50.000 mit Erläuterungsheft, 117 Seiten, je ein Stadtplan von Northeim und Osterode, 1971
  - Teil 3: Erhard Kühlhorn (Hrsg.), Blatt Göttingen, 1 : 50.000 mit Erläuterungsheft, 195 Seiten, je ein Stadtplan von Adelebsen, Dransfeld und Göttingen, 1972
  - Teil 4: Erhard Kühlhorn (Hrsg.), Blatt Moringen, 1 : 50.000 mit Erläuterungsheft, 244 Seiten, je ein Stadtplan von Moringen, Hardegsen, Nörten-Hardenberg und Northeim, 1977
  - Teil 5: Erhard Kühlhorn (Hrsg.), Blätter Diepholz und Rahden, 1 : 50.000 mit Erläuterungsheft, 80 Seiten, 6 Tafeln, je ein Stadtplan von Diepholz und Rahden, 1978
  - Teil 6: Erhard Kühlhorn (Hrsg.), Blatt Wolfsburg, 1 : 50.000 mit Erläuterungsheft, 167 Seiten, 15 Abb., je ein Stadtplan von Fallersleben, Oebisfelde, Vorsfelde und 2 Stadtentwicklungspläne, 1978
  - Teil 7: Erhard Kühlhorn (Hrsg.), Blatt Esens, 1 : 50.000 mit Erläuterungsheft, 83 Seiten, 6 Tafeln, 1 Stadtplan Esens, 1 Plan des Fleckens Dorum, 1 Flurenkarte, 1978
  - Teil 8: Erhard Kühlhorn (Hrsg.), Blatt Lüneburg, 1 : 50.000 mit Erläuterungsheft, 171 Seiten, 4 Tafeln, ein Stadtplan von Lüneburg, 1982
  - Teil 9: Erhard Kühlhorn, Gerhard Streich (Hrsg.), Blatt Stadthagen, 1 : 50.000 mit Erläuterungsheft, 126 Seiten, 8 Tafeln, je ein Stadtplan von Bückeburg, Obernkirchen, Sachsenhagen, Stadthagen, 1985
  - Teil 10: Erhard Kühlhorn, Gerhard Streich (Hrsg.), Blatt Wangerland/Hooksiel-West, 1 : 50.000 mit Erläuterungsheft, 182 Seiten, 12 Abb., 14 Tafeln, 1986
  - Teil 11: Erhard Kühlhorn, Gerhard Streich (Hrsg.), Blatt Rotenburg (Wümme), 1 : 50.000 mit Erläuterungsheft, 200 Seiten, 35 Abb., 1 Falttafel, 1989
  - Teil 12: Gerhard Streich (Hrsg.), Blatt Barsinghausen, 1 : 50.000 mit Erläuterungsheft, 142 Seiten, 27 Abb., 1994
  - Teil 13: Gerhard Streich (Hrsg.), Blatt Höxter, 1 : 50.000 mit Erläuterungsheft, 124 Seiten, 27 Abb., 1996, ISBN 3-89534-187-8
  - Teil 14: Armin Hüttermann, Gerhard Streich (Hrsg.), Blatt Vechta, 1 : 50.000 mit Erläuterungsheft, 116 Seiten, 21 Abb., 1994, ISBN 3-89534-170-3
  - Teil 15: Gerhard Streich (Hrsg.), Blatt Holzminden, 1 : 50.000 mit Erläuterungsheft, 138 Seiten, 32 Abb., 1997, ISBN 3-89534-214-9
  - Teil 16: Gerhard Streich (Hrsg.), Blätter Hannover und Hannover-Nord, 1 : 50.000 mit Erläuterungsheft, 320 Seiten, 66 Abb., 2007, ISBN 978-3-89534-342-1.
  - Teil 17: Brage Bei der Wieden, Gerhard Streich (Hrsg.), Blatt Harsefeld-Stade, 1 : 50.000 mit Erläuterungsheft, 140 Seiten, 30 Abb., 2003, ISBN 3-89534-427-3
- Band 3 : Georg Schnath: Ausgewählte Beiträge zur Geschichte Niedersachsens, 375 Seiten, 23 Tafeln, 1968
- Band 4 : Wolfgang Petke: Die Grafen von Wöltingerode-Wohldenberg. Adelsherrschaft, Königtum und Landesherrschaft am Nordwestharz im 12. und 13. Jh., 639 Seiten, 5 Karten, 2 Stammtafeln, 1971
- Band 5 : Siegfried Wrase: Die Anfänge der Verkoppelung im Gebiet des ehemaligen Königreichs Hannover, 115 Seiten, 6 Karten in Tasche, 1973
- Band 6 : Manfred Wilmanns: Die Landgebietspolitik der Stadt Bremen um 1400 unter besonderer Berücksichtigung der Burgenpolitik des Rates im Erzstift und in Friesland, 286 Seiten, 2 Faltkarten, 1973
- Band 7 : Karsten Müller-Scheeßel: Jürgen Christian Findorff und die kurhannoversche Moorkolonisation im 18. Jahrhundert
- Band 8 : Wolf-Dieter Mohrmann: Lauenburg oder Wittenberg? Zum Problem des sächsischen Kurstreites bis zur Mitte des 14. Jahrhunderts, 112 Seiten, 1975
- Band 9 : Otto Bloß: Die älteren Glashütten in Südniedersachsen, 214 Seiten, 1977
- Band 10: Dietrich Upmeyer: Die Herren von Oldershausen und die Herausbildung des Gerichts Westerhof, 318 Seiten, 10 Faltpläne in Tasche, 1978
- Band 11: Burkhard Dachse: Soziale Differenzierung und regionale Verteilung der Bevölkerung Göttingens im 18. Jh., 149 Seiten, 21 Faltpläne im Schuber, 1978
- Band 12: Adolf E. Hofmeister: Besiedlung und Verfassung der Stader Elbmarschen im Mittelalter, Teil I: Die Stader Elbmarschen vor der Kolonisation des 12. Jahrhunderts, 270 Seiten, 6 Falttafeln, 1979
- Band 13: Detlef Hellfaier: Studien zur Geschichte der Herren von Oberg bis zum Jahre 1400, 288 Seiten, 1 Stammtafel, 1 Karte, 1979
- Band 14: Adolf E. Hofmeister: Besiedlung und Verfassung der Stader Elbmarschen im Mittelalter, Teil II: Die Hollerkolonisation und die Landesgemeinden Land Kehdingen und Altes Land, 455 Seiten, 14 Karten auf 9 Faltplänen in Tasche, 1980
- Band 15: Udo Stanelle: Die Hildesheimer Stiftsfehde in Berichten und Chroniken des 16. Jahrhunderts. Ein Beitrag zur niedersächsischen Geschichtsschreibung, 203 Seiten, 1982
- Band 16: Johan Gilges Roseman (genannt Klöntrup): Niederdeutsch-Westphälisches Wörterbuch I, Band 1: A bis M. Bearbeitet von Wolfgang Kramer, Hermann Niebaum und Ulrich Scheuermann, 308 Seiten, 1982
- Band 17: Johan Gilges Roseman (genannt Klöntrup): Niederdeutsch-Westphälisches Wörterbuch II, Band 2: N bis Z. Bearb. von Wolfgang Kramer, Hermann Niebaum und Ulrich Scheuermann, 295 Seiten, 1984
- Band 18: Annette von Boetticher: Das Lehnregister der Herren von Bortfeld und von Hahnensee aus dem Jahre 1476. Edition und Kommentar, 116 Seiten, 1 Karte, 1983
- Band 19: Olaf Mörke: Rat und Bürger in der Reformation. Soziale Gruppen und kirchlicher Wandel in den welfischen Hansestädten Lüneburg, Braunschweig und Göttingen, 413 Seiten, 1983
- Band 20: Heyken, Enno, Die Chronik der Bischöfe von Verden. Untersuchungen über Quellen, Verfasser, Bearbeiter und Herausgeber, 138 Seiten, 1983
- Band 21: Bachmann, Karl, Die Rentner der Lüneburger Saline (1200-1370), 286 Seiten, mit Textgraphiken, 1983
- Band 22: Gresky, Reinhard, Die Finanzen der Welfen im 13. und 14. Jahrhundert, 434 Seiten, 1984
- Band 23: Lamschus, Christian, Emden unter der Herrschaft der Cirksena. Studien zur Herrschaftsstruktur der ostfriesischen Residenzstadt 1470-1527, 609 Seiten, 1984
- Band 24: Pischke, Gudrun, Die Landesteilungen der Welfen im Mittelalter, 316 Seiten, 10 farbige Karten, 16 Tabellen, 6 Übersichten, 1 Schaubild, 1987
- Band 25: Stanelle, Udo, Die Hildesheimer Bischofschronik des Hans Wildefüer, 235 Seiten, 6 Abb., 1986
- Band 26: Reinbold, Michael, Die Lüneburger Sate. Ein Beitrag zur Verfassungsgeschichte Niedersachsens im späten Mittelalter, 274 Seiten, 4 Faltkarten, 1987
- Band 27: Weise, Erich, Geschichte von Schloß Nienover im Solling, 216 Seiten, 7 Abb., 1989
- Band 28: Klausa, Alice, Friedrich Karl von Hardenberg (1696-1763), 172 Seiten, 1 Abb. und 1 Stammtafel, 1990
- Band 29: Heyken, Enno, Die Altäre und Vikarien im Dom zu Verden. Ein Beitrag zur Rechts-, Wirtschafts- und Sozialgeschichte eines mittelalterlichen Sakralraumes, 314 Seiten, 1 Abb., 1990
- Band 30: Neitzert, Dieter, Die Stadt Göttingen führt eine Fehde, 165 Seiten, 8 Abb., 1992
- Band 31: Göbel, Ilka, Die Mühle in der Stadt. Müllerhandwerk in Göttingen, Hameln und Hildesheim, 272 Seiten, 9 Abb., 1993, ISBN 3-927085-87-1
- Band 32: Stübig, Rikwa, Höxters Weg in den Nationalsozialismus, 207 Seiten, 26 Tabellen, 1992, ISBN 3-7848-3662-3
- Band 33: Steenweg, Helge, Göttingen um 1400. Sozialstruktur und Sozialtopographie einer mittelalterlichen Stadt, 384 Seiten, 111 Abb., 1994, ISBN 3-89534-112-6
- Band 34: Kühlhorn, Erhard, Die mittelalterlichen Wüstungen in Südniedersachsen, 1848 Seiten in vier Bänden, 229 Abb., 1994–1996, ISBN 3-89534-130-4
- Band 35: Mindermann, Arend, Adel in der Stadt des Spätmittelalters. Göttingen und Stade 1300 bis 1600, 512 Seiten, 16 Abb., 1996, ISBN 3-89534-124-X
- Band 36: Kaufold, Claudia, Ein Musiker als Diplomat. Abbé Agostino Steffani in hannoverschen Diensten (1688-1703), 356 Seiten, 1 Abb., 1997, ISBN 3-89534-195-9
- Band 37: Ohainski, Uwe und Jürgen Udolph, Niedersächsisches Ortsnamenbuch, Band I: Die Ortsnamen des Landkreises und der Stadt Hannover, 616 Seiten, 1998
- Band 38: Diehl, Gerhard, Exempla für eine sich wandelnde Welt. Studien zur norddeutschen Geschichtsschreibung im 15. und 16. Jahrhundert, 432 S., 2000, ISBN 3-89534-257-2
- Band 39: Wilke, Jürgen, Die Ebstorfer Weltkarte, 352 S. + 160 S.; 200 SW-Abb., 8 Farbabb., 1 Karte, 2000, ISBN 3-89534-335-8
- Band 40: Ohainski, Uwe und Jürgen Udolph, Niedersächsisches Ortsnamenbuch, Band II: Die Ortsnamen des Landkreises Osterode, 272 S., 1 Karte, 2000, ISBN 3-89534-370-6
- Band 41: Aufgebauer, Peter u. a. (Hrsg.), Johannes Mellinger: Atlas des Fürstentums Lüneburg um 1600, 160 S., 5 SW-Abb., 46 Farbabb., 2 Karten, 2001, ISBN 3-89534-391-9
- Band 42: Kruppa, Natalie, Die Grafen von Dassel 1097-1337/38, 664 S., 20 Abb., 2002
- Band 43: Casemir, Kirstin, Niedersächsisches Ortsnamenbuch, Band III: Die Ortsnamen des Landkreises Wolfenbüttel und der Stadt Salzgitter, 635 S., 10 Karten, 2003, ISBN 3-89534-483-4
- Band 44: Casemir, Kirstin / Ohainski, Uwe / Udolph, Jürgen, Niedersächsisches Ortsnamenbuch, Band IV: Die Ortsnamen des Landkreises Göttingen, 533 S., 1 Karte, 2003, ISBN 3-89534-494-X
- Band 45: Loesche, Dietrich, Staatliche Bauverwaltung in Niedersachsen: vom Ortsbaubeamten im Landbaudistrikt zum staatlichen Baumanagement, 744 S., Kt., graph. Darstellungen, 2004, ISBN 3-89534-545-8
- Band 46: Storz, Harald, Als aufgeklärter Israelit wohlthätig wirken: der jüdische Arzt Philipp Wolfers (1796–1832), 252 S., 2005, ISBN 3-89534-546-6
- Band 47: Casemir, Kirstin / Menzel, Franziska / Ohainski, Uwe, Niedersächsisches Ortsnamenbuch, Band V: Die Ortsnamen des Landkreises Northeim, 528 S., 2 Karten, 2005, ISBN 3-89534-607-1
- Band 48: Arend, Sabine u. a. (Hrsg.), Vielfalt und Aktualität des Mittelalters. Festschrift für Wolfgang Petke zum 65. Geburtstag, 750 S., 2007 (2. durchgesehene Auflage), ISBN 978-3-89534-728-3
- Band 49: Biermann, Friedhelm, Der Weserraum im hohen und späten Mittelalter. Adelsherrschaften zwischen welfischer Hausmacht und geistlichen Territorien, 800 S., 2 Abb., 2007, ISBN 978-3-89534-649-1
- Band 50: Körber, Karl-Otto, Niedersachsen. Landkarten und Geschichte von den Anfängen bis in die Gegenwart, 304 S., 15 Abb., 105 Karten, 2007, ISBN 3-89534-650-0
- Band 51: Casemir, Kirstin und Uwe Ohainski, Niedersächsisches Ortsnamenbuch, Band VI: Die Ortsnamen des Landkreises Holzminden, 312 Seiten, 2 Karten, 2007, ISBN 978-3-89534-671-2.
- Band 52: Oldermann, Renate (Hrsg.), Gebaute Klausur. Funktion und Architektur mittelalterlicher Klosterräume, 244 S., 137 schw.-w. u. 20 farb. Abb., 2008, ISBN 978-3-89534-702-3
- Band 53: Casemir, Kirstin / Menzel, Franziska / Ohainski, Uwe, Niedersächsisches Ortsnamenbuch, Band VII: Die Ortsnamen des Landkreises Helmstedt und der Stadt Wolfsburg, ca. 448 S., 2009, ISBN 978-3-89534-823-5
- Band 54: Josef Dolle (Bearb.), Die Schatzregister des Fürstentums Göttingen 1418-1527, Teil 1: Edition, Teil 2: Einführung und Handschriftenbeschreibung, 1000 S.,10 sw. Abb. 16 farb. Abb. 2 Karten., 2011, ISBN 978-3-89534-834-1
- Band 55: Wilfried Zilz, Das Ortwörterbuch von Eltze in der Region Hannover. Praktische und theoretische Studien zur syntopischen Lexikographie, 560 S., 2010, ISBN 978-3-89534-885-3
- Band 56/1 - 56/4: Josef Dolle unter Mitarbeit von Dennis Knochenhauer (Hrsg.), Niedersächsisches Klosterbuch. Verzeichnis der Klöster, Stifte, Kommenden und Beginenhäuser in Niedersachsen und Bremen von den Anfängen bis 1810, 4 Bände, 2296 S., 4 farbige Abb. 16 sw. Karten, 3 sw. Falttafeln, 1 farbige Faltkarte, 2012, ISBN 978-3-89534-956-0
- Band 57: Ohainski, Uwe und Arnd Reitemeier (Hg.), Das Fürstentum Braunschweig-Wolfenbüttel im Jahr 1574. Der Atlas des Gottfried Mascop, 240 Seiten, Großformat, zahlreiche Abbildungen und Karten, 2012 (R) gebunden 59,00 Euro; ISBN 978-3-89534-987-4.
- Band 58: Reitemeier, Arnd und Uwe Ohainski (Hg.), Aus dem Süden des Nordens. Studien zur niedersächsischen Landesgeschichte für Peter Aufgebauer zum 65. Geburtstag, 672 Seiten, 56 Abbildungen, 2013 (R) gebunden 39,00 Euro; ISBN 978-3-89534-988-1.
- Band 59: Dolle, Josef, Das Rechnungs- und Kopialbuch der Kirche St. Jacobi in Göttingen, 184 Seiten, 2014 (R) 24,00 Euro; ISBN 978-3-89534-989-8.
- Band 60: Casemir, Kirstin und Uwe Ohainski, Die Ortsnamen des Landkreises Peine (Niedersächsisches Ortsnamenbuch Teil 8), 240 S., 2 sw. Abb., 2 farb. Abb., 2017 (R) gebunden 24,00 Euro; ISBN 978-3-7395-1060-6.
- Band 61: Blume, Herbert, Kirstin Casemir und Uwe Ohainski, Die Ortsnamen der Stadt Braunschweig (Niedersächsisches Ortsnamenbuch Teil 9), 208 S., 2 sw Abb., 2 farb. Abb., 2018 (R) gebunden 24,00 Euro; ISBN 978-3-7395-1161-0.
- Band 62: Casemir, Kirstin und Uwe Ohainski, Die Ortsnamen des Landkreises Goslar (Niedersächsisches Ortsnamenbuch Teil 10), 284 S., 4 Abb. 2018 (R) gebunden, 24,00 EUR; ISBN 978-3-7395-1162-7.

### Göttinger Forschungen zur Landesgeschichte
- Band 1: Aufgebauer, Peter, Uwe Ohainski und Ernst Schubert (Hrsg.), Festgabe für Dieter Neitzert zum 65. Geburtstag, 432 S., 35 Abb., 1998, ISBN 3-89534-224-6
- Band 2 : Driever, Rainer, Obrigkeitliche Normierung sozialer Wirklichkeit. Die Städtischen Statuten des 14. und 15. Jh. in Südniedersachsen und Nordhessen, 280 S., 2000, ISBN 3-89534-254-8
- Band 3 : Mindermann, Arend, Der berühmteste Arzt der Welt. Bischof Johann Hake, Genannt von göttingen (um 1280-1349), 136 S., 3 Abb., 2000, ISBN 3-89534-324-2
- Band 4 : Wolf-Nikolaus Schmidt-Salzen, Die Landstände im Fürstentum Lüneburg zwischen 1430 und 1546, 269 S., 2001, ISBN 3-89534-394-3
- Band 5 : Axel Janowitz, Die Lüneburger Saline im 18. und 19. Jahrhundert, 415 S., 2003, ISBN 3-89534-435-4
- Band 6 : Stephan Kelichhaus, Goslar um 1600, 252 S., 2003, ISBN 3-89534-436-2
- Band 7 : Maik Lehmberg (Hrsg.), Wörter und Namen. Festgabe für Ulrich Scheuermann zum 65. Geburtstag, 97 S., 2003, ISBN 3-89534-487-7
- Band 8 : Park, Heung-Sik, Krämer- und Hökergenossenschaften im Mittelalter: Handelsbedingungen und Lebensformen in Lüneburg, Goslar und Hildesheim, 310 S., 2005, ISBN 3-89534-528-8
- Band 9 : Stellmacher, Dieter (Hrsg.), Das Niedersächsische Wörterbuch im Ammerland: Berichte und Mitteilungen aus der Arbeitsstelle, 113 S., 2004, ISBN 3-89534-559-8
- Band 10 : Stellmacher, Dieter (Hrsg.), Das Niedersächsische Wörterbuch im Oldenburger Münsterland: Berichte und Mitteilungen aus der Arbeitsstelle, 118 S., 2006, ISBN 3-89534-620-9
- Band 11: Herges, Catherine, Aufklärung durch Preisausschreiben? Die ökonomischen Preisfragen der Königlichen Societät der Wissenschaften zu Göttingen, 272 S., 2007, ISBN 978-3-89534-681-1
- Band 12: Nück, Wolfgang-Dietrich, Graf Sigebodo von Scharzfeld: Zur Geschichte der Grafen von Scharzfeld und Lauterberg (1131/1132-1399/1400) sowie zu den Anfängen der Stadt Münden, 388 S., 2008, ISBN 978-3-89534-692-7
- Band 13: Ohainski, Uwe (Hrsg.), Die Lehnregister der Herrschaften Everstein und Homburg, 184 S., 2008, ISBN 978-3-89534-713-9
- Band 14: Stellmacher, Dieter (Hrsg.), Das Niedersächsische Wörterbuch im Peiner Raum: Berichte und Mitteilungen aus der Arbeitsstelle, 116 S., 2008, ISBN 978-3-89534-724-5
- Band 15: Martens, Matthias, Erfundene Traditionen? Die Gründung des Instituts für Historische Landesforschung an der Universität Göttingen, 160 S., 2008, ISBN 978-3-89534-745-0
- Band 16: Matzke, Ulrike, England und das Reich der Ottonen im 10. Jahrhundert. Beziehung und Wahrnehmung von Angelsachsen und Sachsen zwischen Eigenständigkeit und Zusammengehörigkeit, 184 S., 2009, ISBN 978-3-89534-756-6
- Band 17: Schröder, Henning, Slawen und Deutsche im Hannoverschen Wendland. Wahrnehmungsgeschichtliche Aspekte in der Frühen Neuzeit, 2010, ISBN 978-3-89534-767-2
- Band 18: Schütte, Leopold, Schulte, Weichbild, Bauerschaft. Ausgewählte Schriften zu seinem 70. Geburtstag. Herausgegeben von Claudia Maria Korsmeier, ca. 300 S., 2010, ISBN 978-3-89534-858-7
- Band 19: Stellmacher, Dieter (Hrsg.), Das Niedersächsische Wörterbuch in Bad Fallingbostel. Berichte und Mitteilungen aus der Arbeitsstelle, 116 S., 2011, ISBN 978-3-89534-879-2
- Band 20: Scheuermann, Ulrich, Flurnamensammlung und Flurnamenforschung in Niedersachsen, 504 S., 2011, ISBN 978-3-89534-890-7
- Band 21: Malashenko, Elizaveta, Saxonia vera et antiqua. Der Sachsen-Diskurs in den Landeschroniken des 16. Jahrhunderts, 384 S., 2017 (R), kart. 29,00 Euro, ISBN 978-3-7395-1041-5.
- Band 22: Neitzert, Dieter, Göttinger Boten und Gesandte. Reichweite und Intensität städtischer Kommunikation zwischen 1400 und 1450, 208 S., 10 Karten und Klapptafeln, 2019 (R), kart. 19,00 Euro, ISBN 978-3-7395-1202-0.
- Band 23: Reich, Elisabeth, Der Hansische Geschichtsverein. Entwicklung, Netzwerke, Geschichtsbilder. 440 S., 2019 (R), kart. 29,00 Euro, ISBN 978-3-7395-1223-5.

### Göttinger Schriften zur Landesgeschichte
- Band 1: Bühring, Benjamin, Die Deutsche Kanzlei in London. Kommunikation und Verwaltung in der Personalunion Großbritannien – Kurhannover 1714-1760, Universitätsverlag Göttingen 2021, 39 EUR ISBN 978-3-86395-490-1. Open Access beim Verlag verfügbar.[14]

### Regionalkarte zur Geschichte und Landeskunde
Teil 1: Streich, Gerhard und Arnd Reitemeier (Hg.), Blätter Einbeck und Seesen. 1:50.000, 2 Faltkarten, CD-Rom, Erläuterungsheft, 2011 (LGLN) kart. in Tasche, 16,90 Euro, ISBN 978-3-941177-24-6.
Teil 2: Petersen, Niels, Gudrun Pischke und Gerhard Streich (Hg.), Blätter Hildesheim und Bad Salzdetfurth. 1:50.000, 2 Faltkarten, CD-Rom, Erläuterungsheft, 2014 (LGLN) kart. in Tasche, 16,90 Euro, ISBN 978-3-941177-25-3.
Teil 3: Petersen, Niels und Gudrun Pischke (Hg.), Blätter Goslar und Bad Lauterberg. 1:50.000, 2 Faltkarten, CD-Rom, Erläuterungsheft, 2015 (LGLN), Kart. in Tasche, 16,90 Euro, ISBN 978-3-941177-27-7.
Teil 4: Brage Bei der Wieden, Wolfgang Meibeyer, Niels Petersen (Hg.), Blätter Braunschweig und Salzgitter. 1:50.000, 2 Faltkarten, CD-Rom, Erläuterungsheft, 2016 (LGLN) Kart. in Tasche, 16,90 Euro, ISBN 978-3-941177-30-7